# Cândești (okręg Vrancea)
Cândești – wieś w Rumunii, w okręgu Vrancea, w gminie Dumbrăveni. W 2011 roku liczyła 1313
mieszkańców